# Boarmia epiconia
Boarmia epiconia là một loài bướm đêm trong họ Geometridae.